# Bergholm (norra Brändö, Åland)
Bergholm är en ö i på Åland (Finland). Den ligger i Skärgårdshavet och i kommunen Brändö. Ön ligger omkring 79 kilometer nordöst om Mariehamn och omkring 220 kilometer väster om Helsingfors. Bergholm har Gräneholm i söder och Tällholm i väster. Terrängen på Bergholm består till största delen av hällmarksskog. Kraftledningen från Bolmö till Jurmo passerar över Bergholm i nord-sydlig riktning. Det finns ett litet stycke ängsmark öster om kraftledningen. På Bergholm finns ett hus på den nordvästra udden.
Öns area är 19,7 hektar och dess största längd är 0,7 kilometer i nord-sydlig riktning.